# Споменик природе Стабло цера у селу Доња Дубница — Кнежевић Махала
Споменик природе „Стабло цера у селу Доња Дубница — Кнежевић Махала“, на територији општине Подујево, на Косову и Метохији, представља споменик природе од 1987. године. Стабло цера (Quercus cerris L.) се налази на месту званом Репаја.

## Решење - акт о оснивању
Решење о стављању под заштиту стабла цера у селу Доња Дубница - Кнежевић Махала бр. 02-06-284 СО Подујево. Службени лист САПК бр. 14/88.